# Гриешти (Јаши)
Гриешти (рум. Griești) насеље је у Румунији у округу Јаши у општини Цибанешти. Oпштина се налази на надморској висини од 151 m.

## Становништво
Према подацима из 2002. године у насељу је живело 279 становника, од којих су сви румунске националности.